# 広部銀行
無限責任広部銀行（ひろべぎんこう）は、かつて東京府東京市日本橋区本町四丁目（現・東京都中央区日本橋本町）に存在した個人事業の銀行。

## 概要
1887年（明治20年）、広部清兵衛が東京市日本橋区本町に広部銀行を創立する。資本金は10万円。諸預り金は438万4千円。
1903年（明治36年）12月、麻布支店開設。1906年（明治39年）11月、神田支店開設。1912年（明治45年）1月、渋谷支店開設。1914年（大正3年）12月、千駄ヶ谷支店開設。同年7月、五反田支店開設。
1927年（昭和2年）2月14日、休業する。小説家永井荷風は日記『断腸亭日乗』に「三月以来銀行の破産する者甚多し。余が現住せる宅地の所有主は広部銀行なるがこれも去月閉店せるなり。」と書いている。1929年（昭和4年）6月24日に廃業した。

## 行主・支配人・支店長

### 『銀行会社要録 附・役員録 第23版』
- 行主・広部清兵衛[1]
- 支配人・五十嵐鋿次郎[1]
- 麻布支店長・広部七郎[1]
- 神田支店長・田上金太郎[1]
- 渋谷支店長・広部清一郎[1]
- 千駄ヶ谷支店長・広部賢二[1]
- 五反田支店長・広部熊太郎[1]

### 『日本全国諸会社役員録 第32回』
- 行主・広部清兵衛[2]
- 支配人・五十嵐鋿次郎[2]
- 麻布支店長・山岡惣三郎[2]
- 神田支店長・田上金太郎[2]
- 渋谷支店長・広部清一郎[2]
- 千駄ヶ谷支店長・広部賢二[2]
- 五反田支店長・広部熊太郎[2]

## 支店
- 麻布支店（麻布区三河台町）[1]
- 神田支店（神田区今川小路）[1]
- 渋谷支店（豊多摩郡渋谷町）[1]
- 千駄ヶ谷支店（豊多摩郡千駄ヶ谷町）[1]
- 五反田支店（荏原郡上大崎）[1]